# Sopot-Piedmont-Gletscher
Der Sopot-Piedmont-Gletscher (bulgarisch Ледник Сопот Lednik Sopot) ist ein Vorlandgletscher auf der Livingston-Insel im Archipel der Südlichen Shetlandinseln. Er liegt westlich des Renier Point am südöstlichen Ufer der Moon Bay.
Die bulgarische Kommission für Antarktische Geographische Namen benannte ihn 2002 nach der bulgarischen Stadt Sopot.